# Carl Strandlund
Carl Gunnar Strandlund född 1899 i Sverige, död 1974, var en ingenjör och uppfinnare som fick över 150 egna farmrelaterade patent när han arbetade på Minneapolis-Moline tractor company. Bland de främsta var gummihjul till traktorer. Under andra världskriget kom han bland annat på luftkonditionering för biografer och tapetborttagare.
Strandlund var sportentusiast och storspelare. Familjen emigrerade och han växte upp i USA. Han ägde flera galopphästar som sprang på de största galoppbanorna i USA.

## Lustronhusen
Carl Strandlund är mest uppmärksammad för prefabricerade hus med porslinsemaljerad stålplåt som täckte fasad, tak och innerväggar, samma material som finns på badkar. De byggdes på ungefär samma sätt som bilar på löpande band. Totalt utgjorde byggsatsen 3300 delar och hade en vikt på ca 11 ton. Rekordet i produktion sattes juli 1949, då fabriken tillverkade 375 hus på en dag. Byggsatserna lastades på speciella trailers och monterades upp hos kunden på en vecka, på en redan färdiggjord betonggrund.
Lustronhusen kom till efter bostadsbristen i USA efter andra världskriget då 12 miljoner soldater kom hem. Mellan 1948 och 1950 byggdes husen i en gammal flygplansfabrik i Columbus i Ohio. Fabriken förbrukade mer ström än hela staden och hade som mest 3000 anställda. Statliga Reconstruction Finance Corporation (RFC) finansierade verksamheten med 37 miljoner dollar. Felsatsningar, politik och korruption gjorde att fabriken 1953 gick i konkurs. 2004 stod nästan alla de 2498 Lustronhusen, byggda i 36 olika delstater, fortfarande kvar.

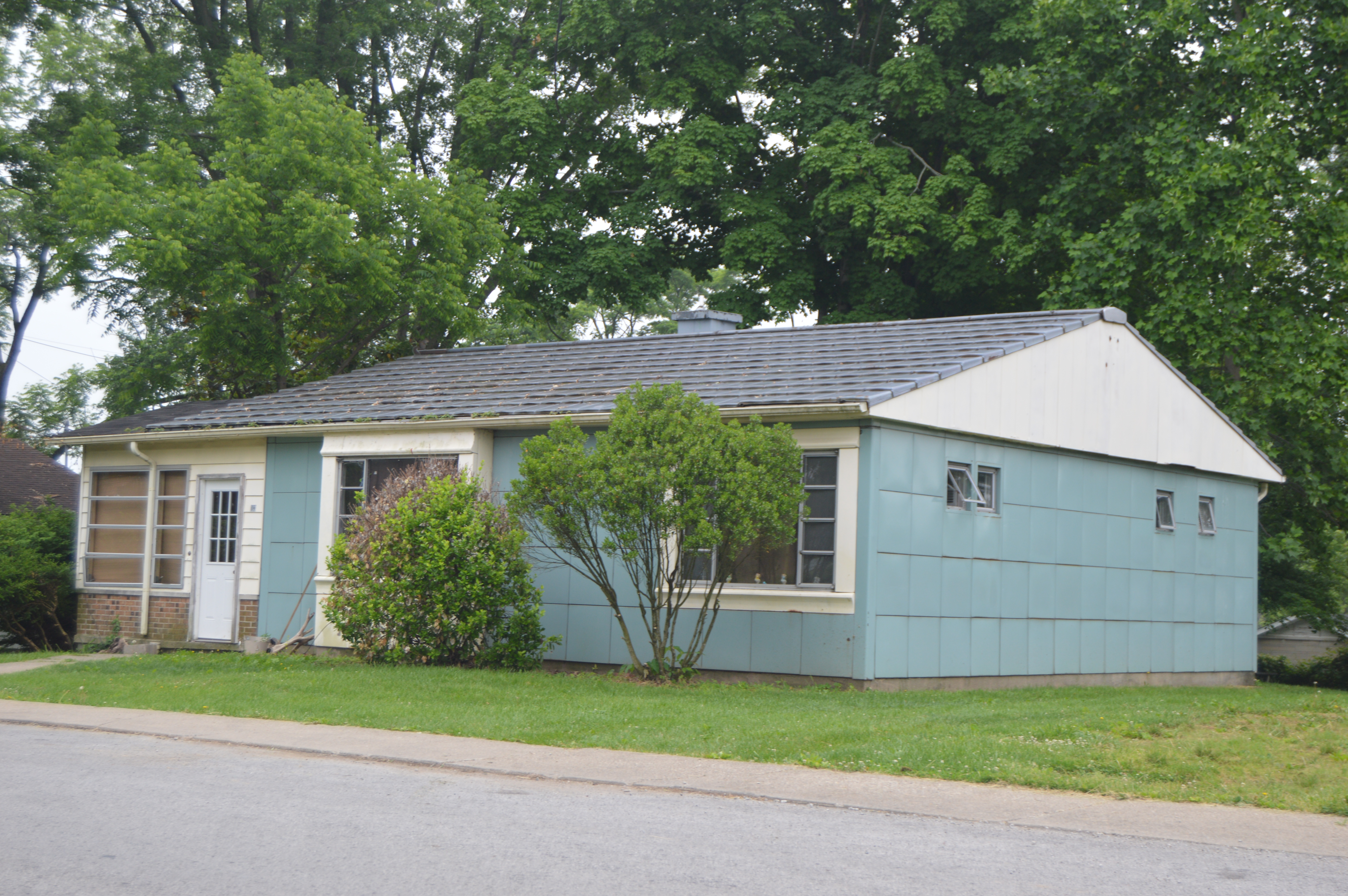
Lustronhus i Owenton